# Parlascio
Parlascio è una frazione del comune italiano sparso di Casciana Terme Lari, nella provincia di Pisa, in Toscana.

## Geografia fisica
Il borgo di Parlascio si trova in una posizione abbastanza elevata delle Colline Pisane, da cui si gode una suggestiva vista su tutto il territorio sottostante, dalle Alpi Apuane a Volterra, la Valdera, i vicini borghi di Ceppato, Sant'Ermo, Casciana Alta e Casciana Terme.

## Storia
Il territorio della frazione risulta frequentato già in epoca preistorica (Neolitico) e il ritrovamento di numerosi resti etruschi portano a credere vi avesse luogo un insediamento a partire dal VII secolo a.C.. Parlascio è documentato per la prima volta in un contratto di vendita del 1193: il toponimo significa "anfiteatro" (paralisium) e probabilmente era da riferirsi alla scenografica vista che si apriva sulle Colline Pisane. Qui sorgeva un importante castello, secondo la leggenda fondato da Matilde di Canossa, che ebbe particolare rilevanza tra il XII secolo e il XIII secolo. Storico dominio pisano, passò a Firenze nel 1406, salvo poi ritornare a Pisa successivamente. La frazione nel 1833 contava 435 abitanti.
Frazione del comune di Lari fino al 1927, andò poi a formare insieme a Ceppato, Collemontanino e Sant'Ermo il comune di Casciana Terme. Dal 1º gennaio 2014 è confluito nel nuovo comune di Casciana Terme Lari.

## Monumenti e luoghi d'interesse
- Chiesa dei Santi Quirico e Giulitta, chiesa parrocchiale di Parlascio, è documentata a partire dal XII secolo. Si presenta in stile romanico, con le modifiche effettuate nel 1444 per volere dei conti Upezzinghi, e poi il restauro del 1710. Originariamente la facciata era adornata di bacini ceramici, adesso conservati al Museo di San Matteo a Pisa. All'interno si conserva un affresco quattrocentesco che raffigura i santi titolari e l'immagine del Volto Santo, attribuito a Bartolomeo da Ceppato.[5][6]
- Castello di Parlascio, rocca alto-medievale di cui rimangono pochi resti, ne sono documentabili i tratti nord e ovest della cinta muraria.[7] Fu residenza della contessa Matilde di Canossa.[8]
- Area archeologica della Rocca, sito oggetto di scavi dal 1998, ha permesso il ritrovamento di resti databili al VII secolo a.C., documentando una frequentazione del luogo già in epoca etrusca, almeno fino al periodo ellenistico.[9] Tra gli oggetti più interessanti ritrovati a Parlascio troviamo un antefissa con decorazione identificata come "clava di Hercle/Ercole", divinità etrusca figlia di Uni e Tinia, oggi conservata alla Mostra archeologica Etruschi a Parlascio di Casciana Terme.